# Lophoterges atlas
Lophoterges atlas är en fjärilsart som beskrevs av Ronkay. Lophoterges atlas ingår i släktet Lophoterges och familjen nattflyn. Inga underarter finns listade i Catalogue of Life.